# Abiadi (chanson)
 (février 2025).
Si vous disposez d'ouvrages ou d'articles de référence ou si vous connaissez des sites web de qualité traitant du thème abordé ici, merci de compléter l'article en donnant les références utiles à sa vérifiabilité et en les liant à la section « Notes et références ».
 (octobre 2024).
La mise en forme du texte ne suit pas les recommandations de Wikipédia : il faut le « wikifier ».
Les points d'amélioration suivants sont les cas les plus fréquents. Le détail des points à revoir est peut-être précisé sur la page de discussion.
- Les titres sont pré-formatés par le logiciel. Ils ne sont ni en capitales, ni en gras.
- Le texte ne doit pas être écrit en capitales (les noms de famille non plus), ni en gras, ni en italique, ni en « petit »…
- Le gras n'est utilisé que pour surligner le titre de l'article dans l'introduction, une seule fois.
- L'italique est rarement utilisé : mots en langue étrangère, titres d'œuvres, noms de bateaux, etc.
- Les citations ne sont pas en italique mais en corps de texte normal. Elles sont entourées par des guillemets français : « et ».
- Les listes à puces sont à éviter, des paragraphes rédigés étant largement préférés. Les tableaux sont à réserver à la présentation de données structurées (résultats, etc.).
- Les appels de note de bas de page (petits chiffres en exposant, introduits par l'outil «  Source ») sont à placer entre la fin de phrase et le point final[comme ça].
- Les liens internes (vers d'autres articles de Wikipédia) sont à choisir avec parcimonie. Créez des liens vers des articles approfondissant le sujet. Les termes génériques sans rapport avec le sujet sont à éviter, ainsi que les répétitions de liens vers un même terme.
- Les liens externes sont à placer uniquement dans une section « Liens externes », à la fin de l'article. Ces liens sont à choisir avec parcimonie suivant les règles définies. Si un lien sert de source à l'article, son insertion dans le texte est à faire par les notes de bas de page.
- La présentation des références doit suivre les conventions bibliographiques. Il est recommandé d'utiliser les modèles {{Ouvrage}}, {{Chapitre}}, {{Article}}, {{Lien web}} et/ou {{Bibliographie}}. Le mode d'édition visuel peut mettre en forme automatiquement les références.
- Insérer une infobox (cadre d'informations à droite) n'est pas obligatoire pour parachever la mise en page.

Pour une aide détaillée, merci de consulter Aide:Wikification.
Si vous pensez que ces points ont été résolus, vous pouvez retirer ce bandeau et améliorer la mise en forme d'un autre article.
Abiadi  ou Ya biadi Ya Nass est un chant traditionnel du registre judéo-algérien chanté en arabe , . Sauvegardé par Messaoud l'Oranais et enregistré pour la première fois en 1934 par Reinette l'Oranaise qui est une figure emblématique de la musique arabo-andalouse et algérienne.
Ce chant connu dans l'Algérois et l'Oranie, profondément enraciné dans le patrimoine culturel des Juifs d'Algérie, est souvent joué lors de célébrations religieuses et familiales comme les mariages, bar-mitsva, hennés, et brit milah.

## Paroles de la chanson

### Variante oranaise
| Texte en arabe            | Texte en arabe latin          | Traduction en français                            |
| ------------------------- | ----------------------------- | ------------------------------------------------- |
| أبياضي يا ناس             | Abiadi ya nass                | Ô que je suis heureuse                            |
| على صباح اليوم            | Aala sabah alyoum             | De ce matin                                       |
| أصبحنا فرحانين            | Assbahna farhanin             | Nous nous sommes réveillés heureux/ses            |
| و العدو سبح مهموم         | Wa al aado sebah mahmoum      | Et l'ennemi est désormais préoccupé               |
| بتنا في الهناء            | Bitna fi al hana              | Nous avons passé la nuit dans la joie             |
| الليل و ما طولو           | Allil w ma toulou             | La nuit est passée sans fin                       |
| اللي فرح العروسة          | Alli farah al aaroussa        | Qui a célébré la mariée                           |
| قبل ما نردوها لكم         | Ogbal ma nradouha alkom       | Qu'on vous la ramène                              |
| يا ناس يا ناس قولوا برافو | Ya nass ya nass goulou bravo  | Ô mes chers, dites bravo                          |
| على العروس و على شابو     | Aala la aarouss wa aala shabo | À la mariée et à son époux                        |
| فتش على الزين حتى سبو     | Fatach aala azzine hta sabou  | Il a cherché la beauté jusqu'à ce qu'il la trouve |
| و فرحو له جميع أحبابو     | W farhou lou jmie ahbabou     | Et tous ses amis ont partagé sa joie              |

### Variante algéroise
| Texte en arabe                 | Texte en arabe latin                | Traduction en français                            |
| ------------------------------ | ----------------------------------- | ------------------------------------------------- |
| يا ناس يا ناس                  | Ya nass ya nass                     | Ô gens, ô gens                                    |
| ما تعيبوش عليا                 | Mata3ibouche Aliya                  | Ne me blâmez pas                                  |
| عمري ما غنيت فالدنيا           | Omri ma ghenit fel denya            | Jamais je n'ai chanté dans cette vie              |
| لو كان ماشي العروسة            | Lokan machi laaroussa               | Si ce n'était pour la mariée                      |
| عزيزة عليا                     | Aziza aliya                         | Précieuse à mes yeux                              |
| ما تسمعوش حسّي                  | Matsm3ouche hessi                   | N'écoutez pas ma voix                             |
| يا اللي دايرين بينا            | Ya lli dayrine bina                 | Vous qui m'entourez                               |
| يا سيدي حبها و حبته            | Ya syadi hebha ou hebtou            | Ô mes maîtres, il l'a aimée, et elle l'a aimé     |
| بشور أمو و بشور خواتو          | Bchwar omo w bchwar khwato          | Sur le conseil de sa mère et de ses sœurs         |
| فتش على الزين حتى سبتو         | Ftach ala zine hata sebtou          | Il a cherché la beauté jusqu'à ce qu'il la trouve |
| ما سبتو غير اللي حبّتو          | Ma sebtou ghir lli hebtou           | Et il n'a trouvé que celle qu'il aimait           |
| آح يا سيدي آحنا جينا           | Ah ya sidi, ahna jina               | Ô maître, nous sommes venus                       |
| بالفرحة فينا اللي تمنينا       | Bel ferha fina li tmnina            | Avec la joie que nous avons espérée               |
| يا أخت العروسة ما تجيك الغبينة | Ya okht el aroussa matjick elghbina | Ô sœur de la fête, ne sois pas attristée          |
| قبل عرسك حتى انتيا             | Qbel arsek hta ntia                 | Avant ton mariage, réjouis-toi aussi              |
| يا العروسة شوف الزين           | Ya l3roussa chouf ezzine            | Ô mariée, contemple ta beauté                     |

## Interprétation par Reinette l'Oranaise
Reinette l'Oranaise, de son vrai nom Sultana Daoud, est née en 1918 à Tiaret, en Algérie. Aveugle dès l'enfance, elle a étudié la musique arabo-andalouse avec de grands maîtres, ce qui l'a amenée à devenir l'une des plus grandes voix de ce genre musical. Son interprétation de "Abiadi Ya Nass" en 1934 a marqué l'histoire de la musique judéo-algérienne, et elle a contribué à faire connaître cette chanson bien au-delà de la communauté juive.

## Héritage
Abiadi Ya Nass est encore régulièrement chanté lors des fêtes et cérémonies au sein de la diaspora judéo-algérienne, notamment en France et en Israël. Souvent les familles juives d'origine algérienne font appel à des orchestres algériens musulmans ou venant d'Algérie pour jouer les airs musicaux dont celui-ci. Ce chant en particulier est un rappel du patrimoine culturel et un symbole de la persistance des traditions malgré les bouleversements historiques, tels que l'exil des Juifs d'Algérie après l'indépendance en 1962. Il représente un lien fort avec le passé et la continuité des pratiques culturelles au sein de ces communautés dispersées. 
Bien que l’arabe dialectal algérien dans sa variante juive, communément appelé judéo-algérien, ne soit plus parlé que par une infime minorité de personnes âgées, il reste un témoin précieux de l'histoire linguistique et culturelle de la communauté judéo-algérienne. Ce dialecte, autrefois largement utilisé, a progressivement disparu en raison de l'assimilation, l'exil et de la dispersion, notamment après l'indépendance de l'Algérie.